# ستانگشوو
ستانگشوو (به لهستانی:  Staniszów) یک روستا در لهستان است که در گمینا پودگوژن واقع شده‌است. ستانگشوو ۶۴۰ نفر جمعیت دارد.